# صالح الشادي
صالح الشادي شاعر وكاتب وأكاديمي سعودي، ولد في 9 ديسمبر 1966م في مدينة القريات الواقعة شمال غرب المملكة العربية السعودية منطقة الجوف. اسمه الكامل: صالح بن محمد بن عبد الصمد بن محمد بن سبأ آل علي العريضي الحسيني القرشي. وقد لقبه أستاذه عبد الرحمن الشعبان بالشادي حين كان في المرحلة المتوسطة، وقد قدمه بهذا اللقب في إحدى المناسبات أمام جمع من الملأ بحضور أمير القريات آنذاك سلطان السديري ووالده الذي كان مديرا لشرطة المنطقة.
تغنى بكلماته مجموعة من المطربين السعوديين والعرب، وكتب أيضاً للصحافة. تميز بكتابة الأوبريتات، ومن بينها كتابته لأوبريت مهرجان الجنادرية 12 "كفاح أجيال" عام 1996م، كما صور حال الأمتين العربية والإسلامية في عدة قصائد. وكتب في عالم الجن وصدرت له عدة كتب عن هذا الموضوع. بالإضافة إلى مجموعة من الكتب السياسية والتاريخية والفلسفية.

## التعليم
- تلقى تعليمه في كل من مدينة القريات ومدينة سكاكا ومدينة حائل في المملكة العربية السعودية.
- حصل على البكالوريوس في التاريخ الحديث والمعاصر من جامعة الملك عبد العزيز في جدة عام 1987م.[2]
- أكمل تعليمة في الأردن حيث حصل على درجتي الماجستير والدكتوراه في الفلسفة من الجامعة الأردنية في عمّان بالأردن.

## العمل
- عمل في القطاع البنكي، ثم في حقل (التعليم الثانوي المطور) أستاذاً في مادتي التاريخ وعلم النفس حتى عام 1993 ثم تفرغ لأعماله الخاصة.
- كتب أعمدة صحفية أسبوعية لعدة سنوات في صحف الجزيرة وعكاظ والرياضية والاقتصادية ومجلة اليمامة ومجلة روتانا.
- عمل على تأسيس صفحات الأدب الشعب في مجلة سيداتي سادتي وترأس قسم الأدب الشعبي في مجلة اقرأ السعودية.
- خاص تجربة الإخراج المسرحي من خلال مسرحية (الطريق الصح) ومسرحية (على وين)، التي قدمت على مسرح سلاح الحدود / القريات / عامي 1998/ 1990
- خاص تجربة الإخراج المسرحي من خلال مسرحية (قرموش وطرطوش) ومسرحية (على وين)، التي قدمت على مسرح سلاح الحدود / القريات / عامي 1990/1992
- عمل كاتباً صحفياً في عدة مطبوعات عربية متخصصة، وناقدا أدبيا ومحكما في العديد من المهرجانات الشعرية والغنائية.
- قدم بعض البرامج التلفازية مثل :
- برنامج (مدن الشعراء) على قناة الدراما السعودية إخراج عامر الحمود. .
- برنامج هذا انا التلفزيوني الحواري مع كوكبة من النجوم السعوديين على قناة روتانا خليجية .
- برنامج مربط الفرس مع الاديب فايز الحميدات عبر اثير اذاعة سياحة FM في عمان .
- برنامج شعر على الاثيرعبر اثير MBC FM مع الاعلامي ياسر الشمراني http://www.salehalshadi.com
- عضو في الجمعية العربية للثقافة والفنون.
- مستشار غير متفرغ في الهيئة الدولية للاستشارات.
- عضو رابطة الكتاب العرب.
- رئيس هيئة المديرين في شركة التطوير الإستراتيجي (ذ.م.م) وإذاعة سياحة (إف إم)
- رئيس دار المصدر الدولية للصحافة والإعلام. المملكة المتحدة /لندن. من إصدارتها: صحيفة المصدر / صحيفة الطبية / صحيفة أقمار / صحيفة تفعيلة / مجلة رواسي.
- له مساهمات في الفن التشكيلي، حيث شارك في عدة معارض منها.. معرض الفنون التشكيلية للمناطق السعودية في الرياض عام 1984 ومعرض المهرجان الوطني للتراث والثقافة في الجنادرية في عام 1991.. إلى جانب بعض الأعمال الموسيقية.
- نشر معظم أعماله الشعرية والأدبية في العديد من المطبوعات العربية والخليجيه ومن خلال اللقاءات الإعلامية والمهرجانات الأدبية والأمسيات، والشبكة العنكبوتية.. وتغنى بقصائده العشرات من نجوم الأغنية العربية.

## أعماله

### جانب من أعماله
- قدم العديد من الأوبريتات والقصائد المغناة لكوكبة من نجوم الغناء العربي.
- في العام 1996 كتب أوبريت الجنادرية السابع (كفاح الأجيال) بتكليف من الحرس الوطني السعودي، وقد رعى الأوبريت نيابة عن خادم الحرمين الشريفين الملك فهد بن عبد العزيز الأمير عبد الله بن عبد العزيز ولي العهد السعودي آنذاك ووبحضور الأمير تشارلز ولي عهد بريطانيا. لحن الموسيقار محمد شفيق / غناء / طلال مداح، محمد عبده / عبد المجيد عبد الله، عبد الله رشاد، علي عبد الكريم، رابح صقر.
- في عام 1998 كتب أوبريت (المعالي) بإشراف وزارة المعارف والذي قدم في مدينة جده برعاية ولي العهد السعودي آنذاك. الملك عبد الله بن عبد العزيز.
- في عام 2000 قدم أوبريت (مستقبل أمه) في الأردن بمناسبة انعقاد مؤتمر القمه العربي في عمان تحت الرعاية الساميه بإشراف وزارة الإعلام الأردنية.
- أوبريت المدينة المنورة. 1997 برعاية ولي العهد السعودي / الأمير سلطان بن عبد العزيز. ألحان. محمد عبده / غناء محمد عبده، عبد المجيد عبد الله.
- في العام 2001 قدم أوبريت مليك القلوب بالعربية الفصحى رعاية (الملك الراحل فهد بن عبد العزيز) تغنى به خمسة عشر فنانا من النجوم العرب / أصالة / أحلام / نبيل شعيل / ذكرى/ وغيرهم / ولحنه عبادي الجوهر
- أوبريت الجوف / برعاية خادم الحرمين الشريفين الملك عبد الله بن عبد العزيز.2009وولي العهد. سامريات وعرضة / سكاكا1997.
- أوبريت (درة الشرق)عبادي الجوهر / رابح صقر / طلال سلامة. لحن عادل الصالح. في مدينة جدة 2009 برعاية أمير منطقة مكة المكرمة الأمير خالد الفيصل.
- أوبريت (قبلة الأرواح) مغناة القدس..(فصحى) الحان. د. أيمن تيسير.غادة رجب. غادة عباسي وغيرها.
- أوبريت البتراء.. الحان د. أيمن عبد الله.غادة العباسي.
- أوبريت (حوار الأجيال) (فصحى) د. عبد الله رشاد / د. راشد الشمراني / ومجموعة من نجوم الدراما 2008 / وزارة الثقافة والإعلام. التلفزيون السعودي.
- أوبريت (تسلم الأوطان). د. أيمن عبد الله.محمود أنور.. وغيره.
- أوبريت (مصيف الشرق) (فصحى) د.عبد الله رشاد / الفنان على عبد الكريم. الطائف 2010 برعاية أمير منطقة مكة المكرمة.
- أوبريت (قبلة الأوطان) اليوم الوطني السعودي 80 / لحن طلال باغر / خالد عبد الرحمن / عباس إبراهيم / محمد زيلعي. وزارة الثقافة والإعلام السعودية (التلفزيون).
- أوبريت (الله يعين) الحان د. أيمن عبد الله، غناء رامي شفيق، وسليمان عبود، وآخرون.
- كتب قصيدة (حسين ورجوة) في زفاف ولي العهد الأردني الأمير الحسين بن عبدالله الثاني بالأميرة رجوة ال سيف عام 2023، غناها الفنان محمد عبده والفنان عمر عبد اللات.[4]

وتغنى بكلماته من الفنانين العرب: طلال مداح، محمد عبده، سميرة سعيد، عبادي الجوهر، عبد المجيد عبد الله، علي عبد الكريم، عبد الله رشاد، رابح صقر، عبد الله رويشد، عبد الكريم عبد القادر، سعد الفهد، علي عبد الستار، نبيل شعيل، أحلام، أنغام، محمد الحلو، عمر العبد اللات، ديانا كرزون، أصالة، ذكرى، خالد عبد الرحمن، عباس إبراهيم.

## مؤلفاته
1. شعر للوطن (ديوان شعري شعبي).[6]
2. الجنادرية، تراث وفكر وهوية.. دراسة في الفكر الاجتماعي
3. مساء الأرانب.. مقالات (دار الياقوت)
4. نحو الجادة.. مقالات
5. ضريبة الغباء.. مقالات
6. العائد (قصة) 1985 جامعة الملك عبد العزيز / جدة
7. ذكريات (ديوان شعر).
8. إلى أين.. (قصص).
9. الطريق الصح.. مسرحية شعبية 1988م.
10. سلطة إبليس.. رؤيه إسلامية
11. عزازيل الذي أبلسه الله.. دراسة إسلامية.. سمامس للنشر
12. الناس والخناس (دراسة إسلامية)
13. الجن عالم آخر (دراسة إسلامية)
14. لايفلح الساحر (دراسة إسلامية)
15. سول الشيطان (دراسة إسلامية)
16. إنك ميت (دراسة إسلامية)
17. فلسفة الفتوح العربية.. دراسات في التاريخ الإسلامي (دار الياقوت)
18. الدولة، نشأتها وتطورها.. دراسات في الفكر السياسي
19. الغرب والإسلام.. دراسات في التاريخ المعاصر
20. من يسرح بالحمير؟ (مقالات)
21. نون الدجى.. ديوان شعر.. دار المجدلاوي
22. أكاذيب الرجال (ديوان شعر)
23. لايفترسك البرد (شعر نبطي)
24. على العتبة.. شعر (تفعيلة. دار مجدلاوي
25. رواية (الثقلان) دار مجدلاوي.[7]
26. المنسيون. قضايا معاصرة.
27. هواجس الوحدة (إشكاليات الوحدة).[7]
28. مشكلات عربية.
29. العادات والتقاليد في المملكة العربية السعودية.
30. الشرق الأوسط الجديد / وفق الرؤية الأمريكية.
31. هلاك القرى.

### دواوين صوتية
- رحلة.. شعر بمصاحبة الموسيقار محمد المغيص، (دوزان)، 1985.
- مقاطع شعرية.. بمصاحبة الفنان أسامة عبد الرحيم، (فرسان)، 1989.
- أمسية شعرية، (السيف)، 1991.
- طير الهوى، (ميوزك مستر)، 1997.[8]
- أمسية عمان (ميجا ستار) 2000.
- أمسية قصر الثقافة (الأوتار الذهبية) 2003.

## صدر عنه
1. ما وراء النص (قراءات في شعر صالح الشادي. تأليف د. سلطان العويضة. جامعة الملك سعود 2005.
2. صالح الشادي في عجالة اسمها العمر.. تأليف هدى الفهد.. ماسم للإعلان / الرياض 2006.
3. رحلة على ضوء صالح الشادي.. تأليف مساعد خميس. إرث المشرق 2007.
4. المختلف جدا.. نديم مشهور الخالدي / دارة المشرق 2008.

## محطات

### من آرائه
| صالح الشادي | السعي نحو الكمال ديدن الأدب الحقيقي، وهو أمر محال.. لكن شرف المحاولة أمر محمود.. في قصائدي أحاول قدر المستطاع أن أزرع نوعا من :التفاؤل والأمل، وأن أضيء شمعة.. وقد أصيب وقد لا أصيب.. | صالح الشادي |

| صالح الشادي | لازلت على صلة مع الرسم، كلما تهيئت لي الظروف.. الرسم بالنسبة لي كالشعر، وسيلة من وسائل البوح الذي أحبه. | صالح الشادي |

| صالح الشادي | الإعلام بمجمله أضحى أكثر وضوحا وشفافية عن ذي قبل.. لكن التخصص مفتقد.. بمعنى أننا بحاجة إلى صحفي أكثر الماما بأدواته، وبتاريخ صنعته :ليتحقق الوعي المنشود. | صالح الشادي |

في التشدد استبداد بالرأي، ومصادرة لحق الآخر في الفهم والتعبير.. وهو مايمثل شذوذا عن روح الجماعة السوية، وانفصاما عن سلم الطبيعة. وقد تشكل جهوية الرأي وتحيزها عن غير علم خلافا مع الآخر، أو انشطارا عن الواقع.. قد يوغر الصدور، ويخلق من أنواع البغض والعداء الكثير .

### من أشعاره
| صالح الشادي | من قصيدة بالفصيح غزة تصيح : يامستريح إصحى ترى دورك بعد غزّة.. وغزة تقول إحذر.. يا الشعب.. ولاتكون في أرضك حطب.. ولا تدعي إنك كسيح !!. لاتستريح اليوم.. وإغنم ماتبي من حلم باكر، لو بغيت - وعيش.. لكن قبلها، اسعف ولد عمك جريح.. لدم من همه يسيح !!. الريح هبت.. أنت تدري وش يبي يصير الوطن.. لو ماطفيت الجمر بيدك..؟! التغاضي مايفيدك.. انتبه.. لاتستريح. | صالح الشادي |

| صالح الشادي | من قصيدة دقايق صمت أنا هذا أنا مثل الحزن وسط العزا عادي مثل الزغاريد البهيجه بالفرح عادي مثل النفاق اللي سكن كل البشر عادي مثل المطر مثل ابتهالات الخزامى والزهر عادي مرن ثلاثين علي وكن مامرن هذا أنا صالح هذا أنا الشادي ولكن.. مختلف جدا | صالح الشادي |

| صالح الشادي |  | صالح الشادي |

## التكريم
- كرمه اتحاد الكتاب والأدباء الأردنيين بحضور أمين القدس الشريف لما قدمه من مؤلفات وأوبريتات لمناصرة قضية العرب الأولى عام 2011 في حفل أقيم بهذه المناسبة في يوم القدس بعمان.
- كرمه المركز العربي للإعلام السياحي، في مؤتمره الأول في بيروت أكتوبر 2011 كرائد للإعلام السياحي المسموع عربيا.
- كُرم من اتحاد الكتاب والأدباء الأردنيين في العاصمة الأردنية عمان عام 2019م.[9]
- ضمن أنشطة مركز التواصل الحكومي/ وزارة الإعلام في المملكة العربية السعودية اختير الشاعر الدكتور صالح الشادي ليكون الشخصية الوطنية لليوم الوطني 94. حيث أنتج المركز ونشر وثائقياً عن مسيرته الفنية وارتباطه بالأعمال الوطنية وأبرز محطاته الشعرية.[10]